# Poligrafo (tipografia)

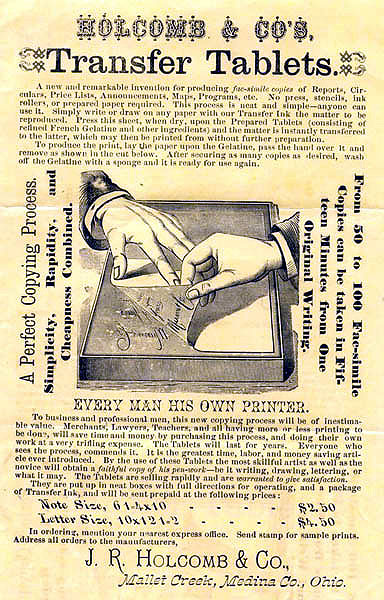
Pubblicità di un poligrafo USA del 1876, Slogan: "Ognuno può diventare il tipografo di se stesso"

Il poligrafo (dal greco antico: πολύς?, polýs, "molto" e γράφω, gráphō, "scrivo") è una macchina utilizzata in tipografia per riprodurre più copie di uno scritto o di un disegno. 

## Caratteristiche
Era costituito da una piastra di gelatina molle sulla quale veniva fatto aderire, rovesciato, lo scritto o il disegno da duplicare. Lo scritto o il disegno, vergati con un particolare tipo di inchiostro, veniva impresso sui fogli di carta che venivano fatti aderire sulla superficie da duplicare.